# 王嘉胤
王嘉胤（？—1631年），諸書中或名王嘉、王嘉允（因雍正帝名胤禛，為避免文字獄，故清人多諱之），明朝陝西府谷人，曾在边塞当兵，后来逃亡回乡。崇禎元年（1628年）因为年收慘澹饑荒，率众起事，轉戰於甘、陝，後轉戰山西等地，自立为王，设置官员，当时其下有高迎祥、羅汝才、张献忠、王自用等。明廷以洪承疇為三邊總督以圍剿之。崇禎四年（1631年）五月，王嘉胤到山西东南的沁水、阳城一带。曹文诏部尾随追击，“贼势甚众，不能取胜。”六月初二日，张立位和王嘉胤的部将王国忠把王嘉胤灌醉刺死，向朝廷領賞。王嘉胤餘部為王自用取之。